# Processo de separação por membranas
Os processos de separação por membranas ou a separação por membranas são um grupo de métodos ou processos para a separação de elementos usando membranas artificiais.

## Histórico
Ao longo dos últimos 30 anos, as membranas começaram a ser utilizadas em vários processos industriais como agentes de separação de compostos. A sua aplicabilidade tem-se alargado com o tempo e actualmente os processos de separação por membranas são utilizados em áreas tão diversas como a separação de gases, a dessalinização da água ou a hemodiálise.
As tecnologias de separação por membranas beneficiaram o desenvolvimento de novos tipos de membranas mais selectivas e mais permeáveis e tornaram-se mais competitivas. Em muitas áreas de actividade, estas tecnologias têm custos de capital e de funcionamento inferiores aos dos processos de separação clássicos. 
Uma destas áreas é o tratamento de soluções aquosas em processos industriais. As soluções são concentradas  e purificadas por processos de separação por membranas como a ultrafiltração ou a osmose inversa.  Como exemplo, a ultrafiltração é mais competitiva na desidratação de produtos alimentares que o processo clássico de atomização. 
A osmose inversa e a ultrafiltração são processos implementados em células de separação com as mesmas características básicas. A célula de separação possui dois compartimentos: o lado do retido e o lado do permeado (Figura 1). Os compartimentos estão separados por uma membrana que retém parcialmente o soluto e é permeável ao solvente.
A célula tem uma corrente de entrada, a alimentação, e duas correntes de saída, o retido e o permeado. A alimentação é a corrente que entra do lado do retido, o retido é a parte da alimentação que não atravessa a membrana e o permeado é a parte da alimentação que atravessa a membrana. Como a membrana retém parte do soluto, a corrente de  retido é rica em soluto,  enquanto a de permeado é constituída por solvente puro ou quase puro. 
A força directriz que provoca o escoamento através da membrana é a  diferença de pressão efectiva entre o lado do retido e o lado do permeado. A pressão efectiva é a diferença entre a pressão hidrostática (P) e a pressão osmótica ({\displaystyle \pi }), ou seja  , e a diferença de pressão efectiva é igual a  . 
A pressão osmótica de uma solução depende da concentração de soluto: é zero quando o solvente é puro e aumenta com o aumento da concentração de soluto. Para a mesma fração de soluto retida e para a mesma diferença de pressão hidrostática, a força motriz diminui com o aumento de concentração. Quando a retenção de soluto é total, a concentração e a pressão osmótica do permeado são nulas e   é igual à pressão  osmótica à superfície da membrana do lado do retido. 
Um processo de separação por membranas é eficiente se a velocidade de permeado e a selectividade da membrana forem elevadas. A velocidade de permeado é igual ao volume de líquido que atravessa a membrana por unidade de área e por unidade de tempo. Para uma solução aquosa de um único soluto, a selectividade da membrana é expressa pela retenção de soluto, R:
{\displaystyle R=1-{\frac {C_{p}}{C_{r}}}}.
em que Cp é a concentração de soluto no seio do permeado e Cr é a concentração de soluto no retido. Estes dois parâmetros são afectados pelo fenómeno de polarização por concentração. 

### Alguns processos de Separação por Membranas
- Ultrafiltração
- Osmose inversa
- Nanofiltração
- Microfiltração
- Diálise
- Electrodiálise
- Pervaporação
- Separação de gases por membranas
- Destilação por membranas